# La Pinya
La Pinya är en ort i Spanien.   Den ligger i provinsen Província de Girona och regionen Katalonien, i den östra delen av landet, 500 km öster om huvudstaden Madrid. La Pinya ligger 499 meter över havet och antalet invånare är 155.
Terrängen runt La Pinya är lite bergig.Runt La Pinya är det ganska glesbefolkat, med 39 invånare per kvadratkilometer. Närmaste större samhälle är Olot, 3,9 km öster om La Pinya. I omgivningarna runt La Pinya växer i huvudsak blandskog.